# Wailly
Wailly je francouzská obec v departementu Pas-de-Calais v regionu Hauts-de-France. Žije zde přibližně 1 100 obyvatel.

## Geografie

### Sousední obce
| Růžice kompasu | Berneville         | Dainville  | Achicourt | Růžice kompasu |
| Růžice kompasu | Beaumetz-lès-Loges | Sever      | Agny      | Růžice kompasu |
| Růžice kompasu | Beaumetz-lès-Loges | Wailly     | Agny      | Růžice kompasu |
| Růžice kompasu | Beaumetz-lès-Loges | Jih        | Agny      | Růžice kompasu |
| Růžice kompasu | Rivière            | Blairville | Ficheux   | Růžice kompasu |

## Vývoj počtu obyvatel
Počet obyvatel